# Platyrinchus
Genre
Platyrinchus est un genre de passereaux de la famille des Tyrannidés. Il se trouve à l'état naturel dans le Nord de l'Amérique du Sud,,,,, en Amérique centrale et au Mexique.
Les oiseaux de ce genre portent le nom normalisé de Platyrhynque ou de Bec-plat.

## Liste des espèces
Selon la classification de référence du Congrès ornithologique international (version 9.1, 2019) :
- Platyrinchus saturatus Salvin & Godman, 1882 – Platyrhynque à cimier orange
  - Platyrinchus saturatus saturatus Salvin & Godman, 1882
  - Platyrinchus saturatus pallidiventris Novaes, 1968
- Platyrinchus cancrominus Sclater, PL & Salvin, 1860 – Platyrhynque à queue courte
- Platyrinchus mystaceus Vieillot, 1818 – Platyrhynque à moustaches
  - Platyrinchus mystaceus neglectus (Todd, 1919)
  - Platyrinchus mystaceus perijanus Phelps & Phelps Jr, 1954
  - Platyrinchus mystaceus insularis Allen, JA, 1889
  - Platyrinchus mystaceus imatacae Zimmer, JT & Phelps, 1945
  - Platyrinchus mystaceus ventralis Phelps & Phelps Jr, 1955
  - Platyrinchus mystaceus duidae Zimmer, JT, 1939
  - Platyrinchus mystaceus ptaritepui Zimmer, JT & Phelps, 1946
  - Platyrinchus mystaceus albogularis Sclater, PL, 1860
  - Platyrinchus mystaceus zamorae (Chapman, 1924)
  - Platyrinchus mystaceus partridgei Short, 1969
  - Platyrinchus mystaceus mystaceus Vieillot, 1818
  - Platyrinchus mystaceus bifasciatus Allen, JA, 1889
  - Platyrinchus mystaceus cancromus Temminck, 1820
  - Platyrinchus mystaceus niveigularis Pinto, 1954
- Platyrinchus coronatus Sclater, PL, 1858 – Platyrhynque à tête d'or
  - Platyrinchus coronatus superciliaris Lawrence, 1863
  - Platyrinchus coronatus gumia (Bangs & Penard, TE, 1918)
  - Platyrinchus coronatus coronatus Sclater, PL, 1858
- Platyrinchus flavigularis Sclater, PL, 1862 – Platyrhynque à gorge jaune
  - Platyrinchus flavigularis flavigularis Sclater, PL, 1862
  - Platyrinchus flavigularis vividus Phelps & Phelps Jr, 1952
- Platyrinchus platyrhynchos (Gmelin, JF, 1788) – Platyrhynque à cimier blanc
  - Platyrinchus platyrhynchos platyrhynchos (Gmelin, JF, 1788)
  - Platyrinchus platyrhynchos senex Sclater, PL & Salvin, 1880
  - Platyrinchus platyrhynchos nattereri Hartert & Hellmayr, 1902
  - Platyrinchus platyrhynchos amazonicus von Berlepsch, 1912
- Platyrinchus leucoryphus zu Wied-Neuwied, 1831 – Platyrhynque à ailes rousses